# Wampetich Imre
Wampetich Imre (1883 október 6. – 1950. október 3.) magyar olimpikon, evezős.

## Életpálya

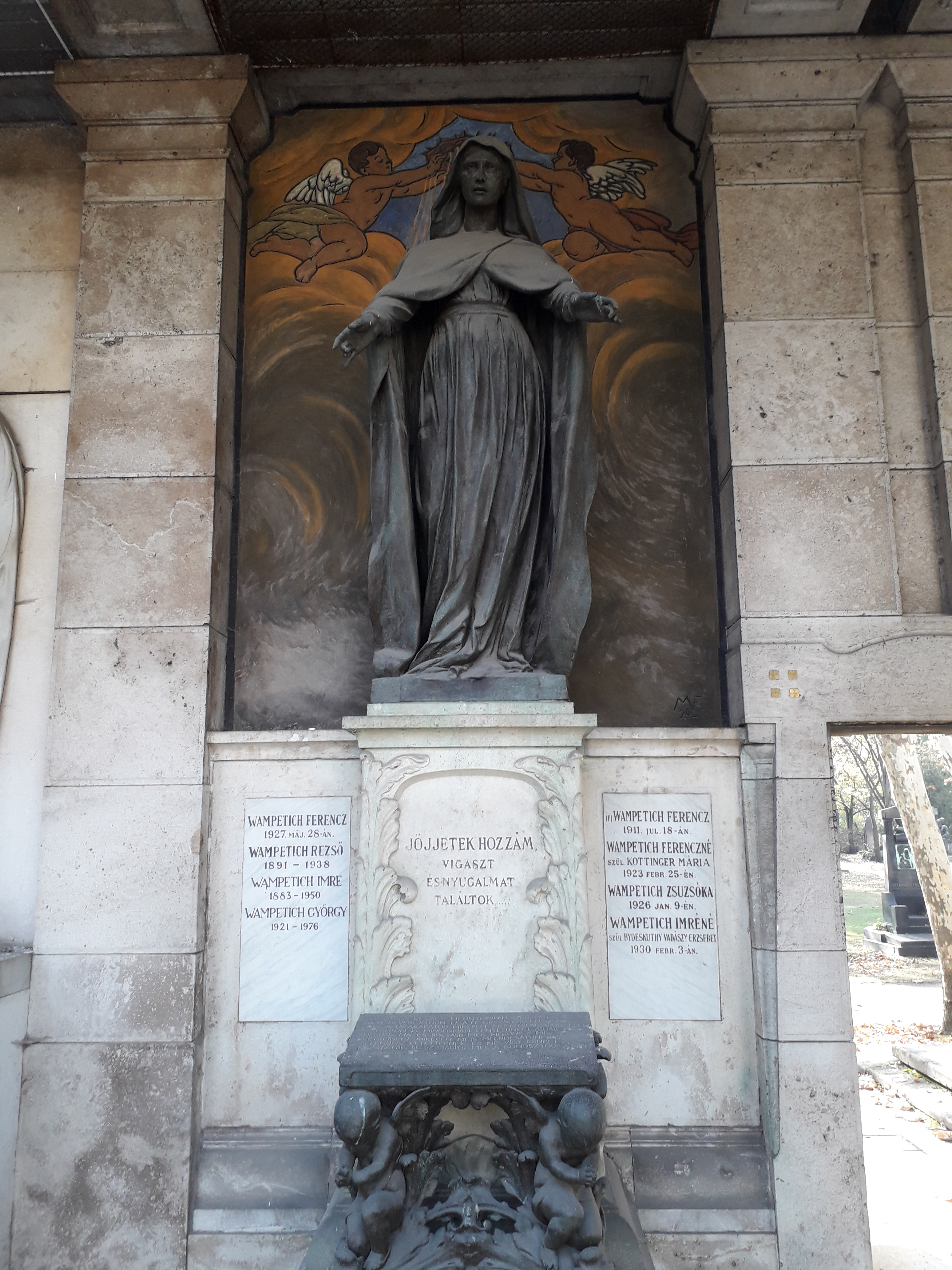
Imre Wampetich Emlékmű a temetőben

A Pannónia Evezős Klub, majd a Hungária Evezős Egylet MTK egyesület tagjaként versenyzett. 1906-ban a hatodik alkalommal megrendezett magyar gyorskorcsolya[forrás?] bajnokságon, a férfi nagytávú összetett versenyének győztese.

### Olimpiai játékok
Az 1908. évi nyári olimpiai játékok kormányos nyolcevezős versenyszámban, Pannónia csapattársaival (Éder Róbert, Haraszthy Lajos, Hautzinger Sándor, dr. Kirchknopf Ferenc, Kleckner Sándor, Szebeny Antal, Várady Jenő,  Wampetich Imre vezérevezős és Vaskó Kálmán, kormányos) az 5. helyen végzett.